# Gesellschaft Imshausen

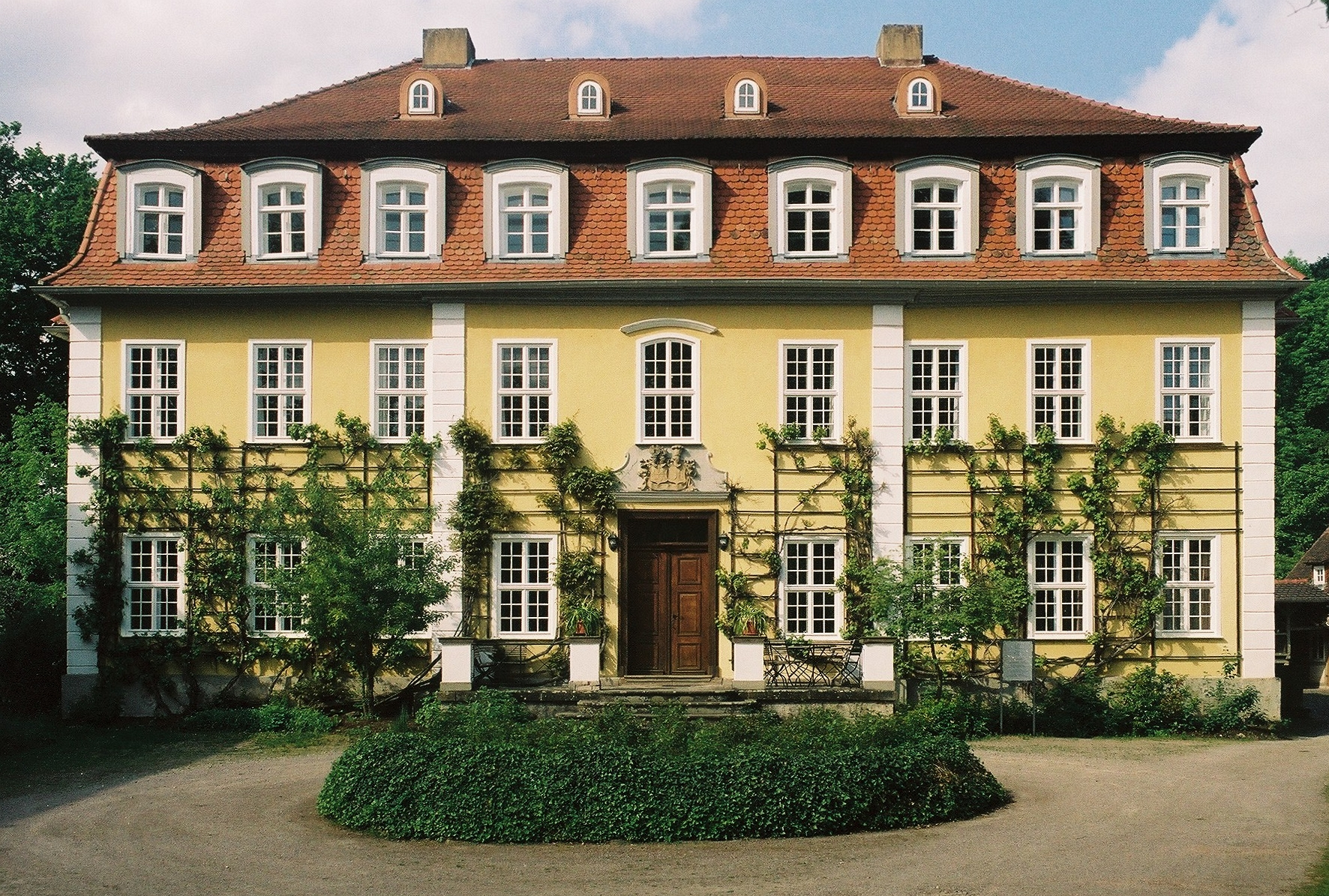
Herrenhaus Imshausen, heute Sitz der Stiftung Adam von Trott Imshausen.

Die Gesellschaft Imshausen war eine 1947 gegründete Organisation, die Wege zur Erneuerung Deutschlands diskutierte.
Auf Initiative Werner von Trotts trafen sich zwischen August 1947 und Mai 1948 etwa 40 namhafte Persönlichkeiten aus allen vier Besatzungszonen und politischen Lagern, um im Geiste des europäischen Widerstands die Erneuerung Deutschlands zu diskutieren. Versammlungsort war das Herrenhaus Imshausen, der Sitz der Familie von Trott zu Solz.
Man suchte nach dem Ende des Krieges nach Möglichkeiten einer grundlegenden Neuordnung Deutschlands, einer eigenständigen „Synthese zwischen Westen und Osten“. Um der Initiative einen organisatorischen Rahmen zu geben, wurde die „Gesellschaft Imshausen“ als Netzwerk intellektueller „Vordenker“ gegründet. Der frühere Zentrumsabgeordnete Carl Spiecker übernahm den Vorsitz. Zum Vorstand gehörten außer ihm Werner von Trott (Bruder des Widerstandskämpfers Adam von Trott zu Solz), der Publizist Walter Dirks (Mitherausgeber der Frankfurter Hefte), der Arzt und Philosoph Wilhelm Kütemeyer sowie der Ökonom und Agrarexperte Artur von Machui. Werner von Trotts Bruder Heinrich von Trott zu Solz trug die Initiative mit und unterstützte die Arbeit der Gesellschaft.
In ihrem Programm machte die Gesellschaft Imshausen ihre hohen Ansprüche an die eigene Arbeit deutlich. So sollten „alle großen Positionen der abendländischen Politik in ihrem dialektischen Zusammenhang umfaßt werden, in weitem Bogen vom Freiherrn vom Stein zu Lenin, vom Gesellschaftsbild Thomas von Aquins zur Sozialtheorie von Karl Marx, von der christlichen Ordnung in ihrer verweltlichten oder weltflüchtigen Form zum bekenntnismäßig ihr widersprechenden Sowjetsystem.“ Schon beim ersten Treffen im August 1947 standen zwei wesentliche Fragen im Zentrum der Diskussion, die bereits deutlich machten, wie grundlegend in Imshausen diskutiert werden sollte: Welches politische System sollte im Nachkriegsdeutschland errichtet werden? Und wer verfügte über die Legitimation zur Übernahme der Führung beim demokratischen Aufbau?
Teilnehmer dieser Zusammenkünfte von Sozialdemokraten, Konservativen, Christen und Kommunisten aus West- und Ostdeutschland waren unter anderem der Physiker und Philosoph Carl Friedrich von Weizsäcker, die Publizisten Eugen Kogon und Walter Dirks, die ehemalige Zentrumsabgeordnete Helene Wessel, Theodor Steltzer (Mitglied des Kreisauer Kreises und erster Ministerpräsident von Schleswig-Holstein), die Schriftsteller Alfred Kantorowicz und Alfred Andersch, Ernst Niekisch sowie der Historiker Walter Markov. Die Initiative scheiterte im Mai 1948 nach drei Zusammenkünften aufgrund der zunehmenden Spannungen innerhalb der Gruppe sowie zwischen den Besatzungsmächten. Der Beginn des Kalten Krieges war spätestens nach dem Abbruch der Londoner Außenministerkonferenz im Dezember 1947 bereits deutlich zu spüren. Einige der Vertreter aus der Sowjetischen Besatzungszone konnten infolgedessen nicht mehr teilnehmen, andere lehnten eine Teilnahme aus ideologischen Gründen ab.
Die Gesellschaft Imshausen begann ihre Arbeit in einem sehr kurzen „Zeitfenster“, das sich zwischen dem Ende des Zweiten Weltkriegs und dem Kalten Krieg mit Gründung der beiden deutschen Staaten und ihrer Blockbindung auftat. Sie war nicht die einzige Initiative, die sich in dieser Zeit mit solchen Fragen befasste. Zu nennen sind hier unter anderem die ebenfalls überparteiliche Gesellschaft Mundus Christianus, die in Schloss Tremsbüttel tagte und von Theodor Steltzer initiiert wurde. Auch Mundus Christianus berief sich explizit auf die Grundsätze des Kreisauer Kreises.